# دهستان گورک
دهستان گورک یکی از دهستان‌های جنوبی استان بوشهر در شهرستان تنگستان و بخش دلوار است. این دهستان در منطقه‌ای کوهستانی-بیابانی میان ارتفاعات زاگرس جنوبی و کرانه‌های خلیج فارس قرار دارد و از نظر تاریخی، فرهنگی و جغرافیایی اهمیت قابل‌توجهی دارد.

## موقعیت جغرافیایی
دهستان گورک در جنوب شهرستان تنگستان واقع شده و با روستاهای متعددی چون دژگاه، خیش اشکن، خورشیدی، سرتل، مزارحسینی، جمال، محمدرحیمی، کلبندی، مهنایی و زایر ابراهیمی و سادات شناخته می‌شود.
این منطقه به‌دلیل موقعیت جغرافیایی خاص خود، از مسیرهای تاریخی میان بندر بوشهر و مناطق داخلی جنوب کشور برخوردار بوده است. مسیرهای ارتباطی آن از زمین‌های شنی و نخلستان‌ها عبور می‌کند و در برخی نواحی به نواحی باتلاقی و دشوارگذر می‌رسد که در منابع تاریخی از آن با نام «مسیله» یا «مشیله» یاد شده است.

## جمعیت و ساختار قومی
جمعیت بومی گورک از قوم عمده کرد و برخی لر تشکیل شده‌است. این گروه‌ها طی قرون گذشته در منطقه ساکن شده‌اند و ترکیب فرهنگی متنوعی را شکل داده‌اند. زبان گفتاری عمدتاً لری جنوبی است.

## روستاهای مهم
- دژگاه

- خیش اشکن
- خورشیدی

- مزارحسینی

- جمال
- محمد رحیمی
- کلبندی
- مهنایی
- سرتل

- زایر ابراهیمی

## خوانین در قدیم
در دوره های قاجار و پهلوی و غیره کسانی همچون حاج خضر زارعباس و حاج حیدر از طایفه سلیمان گل خان این منطقه بودند و کدخداها هم به ترتیب حاج علی کازرونی و زارجعفر خسرو انبارکی و حاج علی سلیمان گل بودند. زمانی که زارجعفر خسرو انبارکی کدخدای گورک می‌شود، حاج علی سلیمان گل می‌گوید: «چگونه یک غیر بومی می‌تواند کدخدای گورک شود؟» و به چند نفر تفنگ می‌دهد و گورکی ها همگی بر علیه زارجعفر خسرو متحد می‌شوند و او را بیرون میکنند و حاج علی سلیمان گل را می آورند.

## ویژگی‌های فرهنگی و جغرافیایی
دهستان گورک به‌دلیل موقعیت جغرافیایی، فرهنگ قومی، مراسم مذهبی سنتی و ساختار سنتی سکونت، از جمله مناطق خاص جنوب ایران محسوب می‌شود. عزاداری‌های سنتی، زبان محلی و پیوستگی قومی از ویژگی‌های برجسته این ناحیه هستند.